# Stanley Bill
Stanley Bill (ur. 1980) – filolog, tłumacz, znawca kultury i polityki polskiej pochodzący z Perth w Australii i pracujący na Uniwersytecie w Cambridge w Wielkiej Brytanii.

## Życiorys
Tytuł licencjata (Bachelor of Arts) politologii, europeistyki i anglistyki uzyskał na University of Western Australia, a tytuł magistra europeistyki na Uniwersytecie Jagiellońskim. Doktorat z dziedziny komparatystyki obronił na Northwestern University w Stanach Zjednoczonych, swoją pracę doktorską poświęcił twórczości Czesława Miłosza, Williama Blake’a i Fiodora Dostojewskiego.
Jest profesorem i dyrektorem Programu Studiów Polskich na Uniwersytecie Cambridge, a także współzałożycielem serwisu informacyjnego Notes from Poland. Zajmuje się kulturą polską XX w. i współczesną polityką w Polsce.

## Nauka
Stanley Bill interesuje się polską literaturą i kulturą dwudziestego wieku – zwłaszcza twórczością Czesława Miłosza i Brunona Schulza, zagadnieniami związanymi z ciałem i religią oraz postkolonialnym spojrzeniem na kulturową historię Polski, a także dyskursem politycznym i społeczeństwem obywatelskim we współczesnej Polsce. Stanley Bill jest także współzałożycielem i redaktorem naczelnym Notes from Poland, serwisu informacyjnego i opiniotwórczego założonego w 2014 roku, gdzie prowadzi NfP Podcast.
Jest członkiem międzynarodowego zespołu badawczego, który otrzymał grant w ramach Narodowego Programu Rozwoju Humanistyki (NPRH) prowadzonego pod patronatem Polskiego Ministerstwa Edukacji i Nauki na „wydanie krytyczne rozproszonych oraz niepublikowanych tekstów Czesława Miłosza z lat 1945–2004.”

## Dydaktyka
Mieszkając przez kilka lat w Bielsku-Białej nauczał języka angielskiego. Pracował też na Uniwersytecie Jagiellońskim. W 2014 został pierwszym szefem ośrodka studiów polskich na Uniwersytecie Cambridge w Wielkiej Brytanii, gdzie prowadzi zajęcia dla studentów.
W 2018 roku został wybrany najlepszym wykładowcą Uniwersytetu w Cambridge.
Tłumaczył jedną z wcześniejszych wersji gry „Wiedźmin”.